# 七物降下湯
七物降下湯（しちもつこうかとう）とは、漢方方剤の一種。本処方は修琴堂処方（大塚敬節創方）、初出は『症候による漢方治療の実際』。

## 効果・効能
体力の低下した老人性高血圧症に伴う疲労感、のぼせ傾向、冷え症、頻尿などの愁訴に用いる。

### 保険適用エキス剤の効能・効果
身体虚弱の傾向のあるものの次の諸症：高血圧に伴う随伴症状（のぼせ、肩こり、耳なり、頭重）

## 組成
芍薬（シャクヤク）4.0g、当帰（トウキ）4.0g、黄耆（オウギ）3.0g、地黄（ジオウ）3.0g、川芎（センキュウ）3.0g、釣藤鈎（チョウトウコウ）3.0g、黄柏（オウバク）2.0g

### 処方名
四物湯に釣藤・黄耆・黄柏が加わった7味からなり、高血圧症に用いられることによるもので、本処方を創製した大塚敬節と親交のあった馬場辰二によって名づけられた。

## 慎重投与
1. 著しく胃腸の虚弱な患者
2. 食欲不振、悪心、嘔吐のある患者

## 副作用
食欲不振、胃部不快感、悪心、嘔吐、下痢など。

## 薬効薬理
血圧降下作用
1. 七物降下湯の前投与により、高血圧モデルラット（メチラポン投与と熱ストレス負荷）の血圧上昇が抑制された[5]。
2. 食塩負荷とともに七物降下湯混餌投与したDahl食塩感受性ラットにおいて、収縮期血圧と糸球体傷害スコアが低下した[6]。

## 関連処方
- 四物湯